# Rosa do Canto
Rosa Maria Afonso do Canto (Ponte da Barca, 6 de Janeiro de 1953) é uma actriz de teatro de revista, sitcoms e telenovelas portuguesa.

## Biografia
Rosa do Canto, nasceu em Ponte da Barca, uma vila portuguesa localizada no Alto Minho. Ainda em pequena, com cinco anos foi para Lisboa com a mãe e os seus quatro irmãos, Rosa era a quarta de cinco filhos.
Começou a sua carreira como cantora e usava o nome artístico de Rosita Afonso. Grava discos para a editora Tecla. Foi atracção nacional da revista Dentadinhas na na Maçã no Teatro Laura Alves estreada em 1974.
Em 1980 participou nas semifinais do Festival RTP da Canção com Mulher Suave autoria de João Henrique e Fernando Guerra. Lança o disco Está Bem Meu Amor Está Bem.
Rosa do Canto e João Henrique interpretam também o tema do telefilme Entre Giestas da RTP1.
Em 1984 é convidada a participar na peça É Tudo A Roubar no Teatro ABC.
Em 1987 entrou na telenovela Palavras Cruzadas. Seguiu-se depois Passerelle e, já no início dos anos 1990, as novelas Cinzas, Na Paz dos Anjos e as sitcoms Euronico, Nico D'Obra e Nós os Ricos, com Fernando Mendes, Ana Zanatti, Carlos Areia e Nicolau Breyner, entre outros.  Também participou na novela da RTP Ajuste de Contas e na sitcom da SIC Não há Pai, integrou também o elenco da novela Baía das Mulheres (TVI) e fez uma importante participação inicial na novela Tempo de Viver (TVI). Fez parte do elenco do remake da Vila Faia em 2008.
Em 2011, integrou o elenco da novela da SIC, Rosa Fogo, seguindo-se em 2014, Mar Salgado, novela líder absoluta de audiências. Desde então, tem sido aposta frequente na ficção da estação, tendo participado em Rainha das Flores, Paixão,Golpe de Sorte, Amor Amor ou Lua de Mel.
Em 2024, regressou ao teatro com a peça Amigas e Rivais, dividindo o protagonismo com a atriz Noémia Costa. Esta peça é de sátira política e social. No mesmo ano foi uma das concorrentes da segunda edição do programa de cozinha da SIC, Hell's Kitchen - Famosos, apresentado por Ljubomir Stanisic.
Regressou às novelas após uma pausa de três anos, em 2025, com A Herança (SIC) dando vida a Gertrudes Cardoso.

## Vida pessoal
Nos anos 80 a atriz manteve um relacionamento amoroso com o consagrado ator Nicolau Breyner (falecido no dia 14 de março de 2014).

## Televisão
| Ano         | Projeto                                  | Papel                       | Notas                   | Canal |
| ----------- | ---------------------------------------- | --------------------------- | ----------------------- | ----- |
| 1979        | Os Putos                                 | Maria                       |                         | RTP1  |
| 1981        | Uma Cidade Como a Nosaa                  | Enfermeira                  | Pequena Participação    | RTP1  |
| 1981        | E O Resto São Cantigas                   |                             | Pequena Participação    | RTP1  |
| 1987        | Palavras Cruzadas                        | Rosário                     | Pequena Participação    | RTP1  |
| 1987        | Cobardias                                | Amiga de francisca          | Pequena Participação    | RTP1  |
| 1987 - 1988 | Eu Mostro Nico                           | Vários Papéis               | Elenco Principal        | RTP1  |
| 1988 - 1989 | Passerelle                               | Lourdes Gomes Alberto       | Elenco Principal        | RTP1  |
| 1989        | Pisca Pisca                              | Mitó                        |                         | RTP1  |
| 1990        | Euronico                                 | Vários Papéis               | Elenco Principal        | RTP1  |
| 1992        | Vamos a Votos                            |                             |                         | RTP1  |
| 1992 - 1993 | Cinzas                                   | Amélia Botica               | Elenco Principal        | RTP1  |
| 1993 - 1996 | Nico d'Obra                              | Lila Neves                  | Elenco Principal        | RTP1  |
| 1994        | Na Paz dos Anjos                         | Narcisa                     | Atriz Convidada         | RTP1  |
| 1994        | Desculpem Qualquer Coisinha              | Selma                       | Pequena Participação    | RTP1  |
| 1996 - 1999 | Nós os Ricos                             | Idalete Felício de Nunes    | Elenco Principal        | RTP1  |
| 2000 - 2001 | Ajuste de Contas                         | Adelaide «Laidinha» Pereira | Elenco Principal        | RTP1  |
| 2001        | Elsa, Uma Mulher Assim                   | Florinda                    | Pequena Participação    | RTP1  |
| 2001        | Milionários à Força                      | Cristina «Tina» Cordeiro    | Elenco Principal        | RTP1  |
| 2001        | Ganância                                 | Lurdes Sousa                | Elenco Principal        | SIC   |
| 2002 - 2003 | Não Há Pai                               | Fátima                      | Elenco Principal        | SIC   |
| 2002 - 2003 | O Olhar da Serpente                      | Dulce Lourenço Rêgo         | Elenco Principal        | SIC   |
| 2004 - 2005 | Só Gosto de Ti                           | Emília                      | Elenco Principal        | SIC   |
| 2004 - 2005 | Camilo em Sarilhos                       | Odete Boaventura            | Elenco Adicional        | SIC   |
| 2004 - 2005 | Baía das Mulheres                        | Bernardina Quintino         | Elenco Principal        | TVI   |
| 2005        | Inspetor Max                             | Marília Antunes             | Participação Especial   | TVI   |
| 2006        | Tempo de Viver                           | Cátia                       | Elenco Adicional        | TVI   |
| 2006 - 2007 | Doce Fugitiva                            | Helena Silva                | Elenco Principal        | TVI   |
| 2008 - 2009 | Morangos com Açúcar                      | Carmo Oliveira              | Elenco Principal        | TVI   |
| 2008 - 2009 | Vila Faia                                | Alice Parreira              | Elenco Principal        | RTP1  |
| 2009 - 2010 | Pai à Força                              | Isabel                      | Elenco Principal        | RTP1  |
| 2010        | O Segredo de Miguel Zuzarte              | Praxedes                    | Elenco Principal        | RTP1  |
| 2011        | Velhos Amigos                            | Cremilde Dias               | Elenco Adicional        | RTP1  |
| 2011 - 2013 | Os Compadres                             | Helena «Lena»               | Protagonista            | RTP1  |
| 2012        | Maternidade                              | Aurora                      | Elenco Adicional        | RTP1  |
| 2011 - 2012 | Rosa Fogo                                | Regina Fragoso              | Elenco Principal        | SIC   |
| 2013        | Mundo ao Contrário                       | Clara Medeiros              | Elenco Principal        | TVI   |
| 2013        | Sinais de Vida                           | Marília Morais              | Elenco Principal        | RTP1  |
| 2014        | Mulheres de Abril                        | Maria José                  | Elenco Adicional        | RTP1  |
| 2014        | Bem-Vindos a Beirais                     | Fernanda «Nanda»            | Elenco Adicional        | RTP1  |
| 2014 - 2015 | Mar Salgado                              | Laurinda Pelicano           | Elenco Principal        | SIC   |
| 2016 - 2017 | Rainha das Flores                        | Carmen de Sousa             | Elenco Principal        | SIC   |
| 2017 - 2018 | Paixão                                   | Bárbara Oliveira            | Elenco Principal        | SIC   |
| 2019 - 2021 | Golpe de Sorte                           | Amália Reis                 | Elenco Principal        | SIC   |
| 2019        | Golpe de Sorte: Um Conto de Natal        | Amália Reis                 | Elenco Principal        | SIC   |
| 2020        | A Generala                               | Esmeralda Assunção          | Elenco Adicional (OPTO) | SIC   |
| 2021 - 2022 | Amor Amor                                | Maria de Lurdes Sousa       | Co- Protagonista        | SIC   |
| 2022        | Lua de Mel                               | Maria de Lurdes Sousa       | Elenco Principal        | SIC   |
| 2024        | Hell's Kitchen - Famosos (2.ª temporada) | Ela Própria                 | Concorrente             | SIC   |
| 2025        | A Herança                                | Gertrudes Cardoso           | Elenco Principal        | SIC   |

## Cinema
| Ano  | Filme                      | Papel    | Notas |
| ---- | -------------------------- | -------- | ----- |
| 2020 | Um Último Dia de Primavera | Teresa   |       |
| 2011 | Tejo                       | Madame   |       |
| 2011 | Né?                        | Rosa Rua |       |

## Teatro
- 1974 — "À Pai Adão" — Teatro Laura Alves
- 1974 — "Dentadinhas na Maçã" — Teatro Laura Alves[20]
- 1975 — "As Escandalosas" — Teatro Laura Alves
- 1983 — "Todos Tesos" — Teatro ABC
- 1990 — "Vitória Vitória" — Teatro Maria Vitória
- 2014 - "Táxis d’Os Nosso Dias"[21]
- 2024/2025- "Amigas e Rivais" - Ideia original de Noémia Costa[22]

## Discografia
- Rosita Afonso e Conjunto Vocal — Valsa Da Meia Noite / Feliz Aniversário / Parabéns A Você / Santa Maezinha — Tecla 1065
- Rosita Afonso — Bailando Sem Parar / Vira De Azeitão / Vou Cantar Meu Portugal / O Vira De Quatro (Ep, Tecla) — Tecla 1084 [23]
- Rosa do Canto — Mulher Suave / Cabaret (Single, Da Nova/Nova, 1980) 2003
- Rosa do Canto — Está Bem Meu Amor Está Bem / Quero Ser Mulher(Single, Boom/Nova, 1980) 1006
- Rosa do Canto e João Henrique — Entre Giestas / Instrumental (Single, Boom/Nova, 1980) 1015